# Ömerbeyli, Germencik
Ömerbeyli là một xã thuộc huyện Germencik, tỉnh Aydın, Thổ Nhĩ Kỳ. Dân số thời điểm năm 2010 là 804 người.